# Crucianella
Genre
Classification APG II (2003)
Crucianella est un genre végétal de la famille des rubiacées.
Les membres de ce genre sont natifs de l'Eurasie ; ce sont assez souvent des espèces annuelles.

## Liste d'espèces
Selon World Checklist of Selected Plant Families (WCSP) (12 nov. 2010) :
- Crucianella aegyptiaca L. (1767)
- Crucianella angustifolia L. (1753)
- Crucianella arabica Schönb.-Tem. & Ehrend. (1986)
- Crucianella baldschuanica Krasch[2]. (1937)
- Crucianella bithynica Boiss. (1849)
- Crucianella bouarfae Andreonszkyu (1935)
- Crucianella bucharica B.Fedtsch. (1912)
- Crucianella chlorostachys Fisch. & C.A.Mey. (1835)
- Crucianella ciliata Lam. (1786)
- Crucianella disticha Boiss. (1843)
- Crucianella divaricata Korovin (1924)
- Crucianella exasperata Fisch. & C.A.Mey. (1837)
- Crucianella filifolia Regel & Schmalh. (1879)
- Crucianella gilanica Trin. (1818)
- Crucianella graeca Boiss. (1843)
- Crucianella hirta Pomel (1874)
- Crucianella imbricata Boiss. (1849)
- Crucianella kurdistanica Malin. (1908)
- Crucianella latifolia L. (1753)
- Crucianella macrostachya Boiss. (1843)
- Crucianella maritima L. (1753)
- Crucianella membranacea Boiss. (1843)
- Crucianella parviflora Ehrend. (1977)
- Crucianella patula L. (1753)
- Crucianella platyphylla Ehrend. & Schönb.-Tem. (1989)
- Crucianella sabulosa Korovin & Krasch. (1958)
- Crucianella schischkinii Lincz. (1958)
- Crucianella sintenisii Bornm[3]. (1903)
- Crucianella sorgerae Ehrend. (1979)
- Crucianella suaveolens C.A.Mey. (1831)
- Crucianella transjordanica Rech.f.[4] (1950)